# Nat Butler
Nat Butler (ur. 6 stycznia 1870 w Halifax – zm. 24 maja 1943 w Revere) – amerykański kolarz torowy i szosowy, brązowy medalista mistrzostw świata.

## Kariera
Największy sukces w karierze Nat Butler osiągnął w 1907 roku, kiedy zdobył brązowy medal w wyścigu ze startu zatrzymanego zawodowców podczas mistrzostw świata w Kopenhadze. W zawodach tych wyprzedzili go jedynie dwaj Francuzi: Georges Parent oraz Louis Darragon. Był to jedyny medal wywalczony przez Butlera na międzynarodowej imprezie tej rangi. Startował również w wyścigach szosowych, wygrywając między innymi Luiscott Race w 1893 roku. Nigdy nie wystąpił na igrzyskach olimpijskich.